# Zakliczewo
Zakliczewo – wieś sołecka w Polsce położona w województwie mazowieckim, w powiecie makowskim, w gminie Szelków. Leży nad rzeką Orzyc.
W latach 1975–1998 miejscowość administracyjnie należała do województwa ostrołęckiego.